# American Gothic (EP)
American Gothic – EPka grupy The Smashing Pumpkins, wydana 1 stycznia 2008 w sieci i 11 lutego tego samego roku na płycie CD.

## Lista utworów
1. "The Rose March" - 4:32
2. "Again, Again, Again (The Crux)" - 3:44
3. "Pox" - 3:38
4. "Sunkissed" - 5:10

## Twórcy
- Billy Corgan - wokal, gitara rytmiczna, keyboard
- Jeff Schroeder - gitara, wokal
- Ginger Reyes - gitara basowa, wokal
- Jimmy Chamberlin - perkusja